# Килбехени
Килбехени (англ. Kilbeheny; ирл. Coill Bheithne) — деревня в Ирландии, находится в графстве Лимерик (провинция Манстер).